# Tachysphex obscuripennis
Tachysphex obscuripennis ist eine Grabwespe aus der Familie der Crabronidae.

## Merkmale
Die Tiere erreichen eine Körperlänge von 7 bis 11 Millimetern (Weibchen) bzw. 5,5 bis 9 Millimetern (Männchen). Die Basis ihres Hinterleibs ist rot gefärbt. Die Schienen (Tibien) der vorderen Beine sind vorne gelbbraun gefärbt. Die Behaarung auf dem Propodeum ist nach hinten gerichtet. Männchen weisen häufig eine goldene Behaarung auf dem Clypeus auf. 

## Vorkommen
Die Art ist Europa und der Türkei östlich bis in den Libanon verbreitet. Sie besiedelt temperaturbegünstigte offene sandige Lebensräume. Die Tiere fliegen in einer Generation von Ende Mai bis August. Die Art kommt in Mitteleuropa weit verbreitet vor.

## Lebensweise
Die Weibchen von Tachysphex obscuripennis legen ihre Nester fünf bis sechs Zentimeter tief im Sand an. Pro Gang wird nur eine Zelle angelegt. Die Brut wird mit zwei bis drei Schaben, hauptsächlich mit Gemeinen Waldschaben (Ectobius lapponicus) versorgt. Diese werden an den Fühlern am Boden zum Nest gezerrt. Häufig werden den Tieren vor der Einbringung ins Nest die Beine und Fühler abgebissen. 